# Diandra Tchatchouang
Njiké Diandra Tchatchouang (* 14. Juni 1991 in Villepinte, Département Seine-Saint-Denis) ist eine ehemalige französische Basketballspielerin kamerunischer Abstammung.

## Werdegang
Tchatchouang, Tochter aus Kamerun stammender Eltern, begann mit acht Jahren mit dem Basketballsport, sie betrieb als Jugendliche ebenfalls Judo. Sie spielte von 1999 bis 2004 Basketball im Nachwuchsbereich des Basket Club Courneuvien und in der Saison 2004/05 bei Paris Basket 18. Von 2005 bis 2009 wurde Tchatchouang am Leistungszentrum INSEP gefördert. Zwischen 2009 und 2011 war sie Studentin (Politikwissenschaft) und Basketballspielerin an der University of Maryland in den Vereinigten Staaten. Sie bestritt 66 Spiele (10,1 Punkte, 5,2 Rebounds/Spiel) für Maryland, in denen sie jeweils in der Anfangsaufstellung stand. Im März 2011 erlitt sie einen Kreuzbandriss und kehrte nach Frankreich zurück, wo sie im Anschluss an die Ausheilung der Verletzung als Berufsbasketballerin tätig wurde.
2013 bestritt sie mit der französischen Auswahl ihre erste Europameisterschaft im Damenbereich und gewann Silber. Dieses Ergebnis wiederholte sie mit der Auswahl bei späteren EM-Turnieren. Ende Dezember 2015 wurde bei Tchatchouang erneut ein Kreuzbandriss festgestellt. Sie verpasste deshalb im April 2016 mit Tango Bourges Basket den Gewinn des Europapokalwettbewerbs Eurocup, zu dem sie im vorherigen Verlauf der Saison 2015/16 bis zu ihrer Verletzung beigetragen.  2021 errang Tchatchouang bei den Olympischen Sommerspielen in Tokio mit Frankreich die Bronzemedaille. Nachdem sie die gesamte Saison 2021/22 wegen einer Knieverletzung verpasst hatte, gab Tchatchouang im Juni 2022 ihren Rücktritt vom Leistungssport bekannt.
Sie wurde für den französischen Basketballverband als Delegationsleiterin tätig.

## Erfolge
- Französische Meisterin 2015, 2018
- Französische Pokalsiegerin 2014, 2017, 2018, 2021
- Bronzemedaille Olympische Spiele 2020 (ausgetragen 2021)
- Silbermedaille Europameisterschaften 2013, 2017, 2019, 2021
- U16-Europameisterin 2007 (als beste Spielerin des Turniers ausgezeichnet)
- Silbermedaille U16-Europameisterschaft 2005
- Eurocup-Siegerin 2016